# N15 (België)
De N15 is een gewestweg in België die Mechelen verbindt met Bergom, een gehucht van Herselt. De totale lengte van de weg, van de Ring van Mechelen (R12) tot op de N19 bij Bergom, bedraagt ongeveer 33 km.
Tussen de Ring van Mechelen en Pasbrug loopt de N15 over een nieuw stuk weg, langs de Nekkerhal, een grote evenementenhal in Mechelen. Het eerste deel van deze weg is in een 2x2-configuratie met middenberm, het tweede deel 2x1 zonder middenberm. De oude N15, door de wijk Nekkerspoel, werd hernoemd tot N15a.
Vanaf 2010 wordt de R6 noordelijke ring om Mechelen doorgetrokken tot op de N15, op de grens van Bonheiden en Putte.

## Plaatsen langs de N15
- Mechelen
- Bonheiden (kern Bonheiden-Putsesteenweg)
- Peulis
- Putte
- Beerzel
- Heist-op-den-Berg
- Booischot
- Westmeerbeek
- Bergom

## N15a
De N15a is een verbindingsweg van de N15 in de stad Mechelen. De weg verbindt de N15 aan beide kanten van de N15a. De weg heeft een lengte van ongeveer 1,9 kilometer. De route passeert het treinstation Mechelen-Nekkerspoel.